# Darshan Singh
Pour les articles homonymes, voir Singh.
 (septembre 2022).
La mise en forme du texte ne suit pas les recommandations de Wikipédia : il faut le « wikifier ».
Les points d'amélioration suivants sont les cas les plus fréquents. Le détail des points à revoir est peut-être précisé sur la page de discussion.
- Les titres sont pré-formatés par le logiciel. Ils ne sont ni en capitales, ni en gras.
- Le texte ne doit pas être écrit en capitales (les noms de famille non plus), ni en gras, ni en italique, ni en « petit »…
- Le gras n'est utilisé que pour surligner le titre de l'article dans l'introduction, une seule fois.
- L'italique est rarement utilisé : mots en langue étrangère, titres d'œuvres, noms de bateaux, etc.
- Les citations ne sont pas en italique mais en corps de texte normal. Elles sont entourées par des guillemets français : « et ».
- Les listes à puces sont à éviter, des paragraphes rédigés étant largement préférés. Les tableaux sont à réserver à la présentation de données structurées (résultats, etc.).
- Les appels de note de bas de page (petits chiffres en exposant, introduits par l'outil «  Source ») sont à placer entre la fin de phrase et le point final[comme ça].
- Les liens internes (vers d'autres articles de Wikipédia) sont à choisir avec parcimonie. Créez des liens vers des articles approfondissant le sujet. Les termes génériques sans rapport avec le sujet sont à éviter, ainsi que les répétitions de liens vers un même terme.
- Les liens externes sont à placer uniquement dans une section « Liens externes », à la fin de l'article. Ces liens sont à choisir avec parcimonie suivant les règles définies. Si un lien sert de source à l'article, son insertion dans le texte est à faire par les notes de bas de page.
- La présentation des références doit suivre les conventions bibliographiques. Il est recommandé d'utiliser les modèles {{Ouvrage}}, {{Chapitre}}, {{Article}}, {{Lien web}} et/ou {{Bibliographie}}. Le mode d'édition visuel peut mettre en forme automatiquement les références.
- Insérer une infobox (cadre d'informations à droite) n'est pas obligatoire pour parachever la mise en page.

Pour une aide détaillée, merci de consulter Aide:Wikification.
Si vous pensez que ces points ont été résolus, vous pouvez retirer ce bandeau et améliorer la mise en forme d'un autre article.
Darshan Singh (1921-1989), également connu sous le nom de Sant Darshan Singh Ji Maharaj, a été le fondateur et le chef de la mission Sawan Kirpal Ruhani / Science de la spiritualité de 1974 jusqu'à son décès en 1989. Successeur spirituel de Kirpal Singh, Singh était également largement reconnu comme l'un des principaux poètes-saints de l'Inde, écrivant en langue ourdou.[réf. nécessaire] . Lors de son décès le 30 mai 1989, il a été remplacé par Rajinder Singh.

## Biographie
Né en Inde le 14 septembre 1921, Darshan Singh était le fils de Kirpal Singh. En 1926, à l'âge de 5 ans, Darshan Singh a été initié et a reçu des instructions sur la méditation sur la Lumière et le Son intérieurs de Dieu de Baba Sawan Singh Ji Maharaj. Pendant les 22 années suivantes, Singh a servi la mission de Hazur de manière désintéressée et a continué à le faire tout au long du ministère spirituel de Kirpal Singh de 1948 à 1974.
Il a fait ses études au Government College de l'Université du Pendjab (Lahore). Il a poursuivi une carrière de 37 ans dans les services gouvernementaux, prenant sa retraite en 1979 en tant que sous-secrétaire du ministère des Finances. En 1943, il épouse Harbhajan Kaur.
Darshan Singh était un maître spirituel qui enseignait la méditation sur la lumière et le son intérieurs et était le fondateur de Sawan Kirpal Ruhani Mission / Science of Spirituality, une organisation spirituelle dont le siège international est à Delhi, en Inde et à Chicago, Illinois (USA).
Au cours de ses 15 ans en tant que Maître Spirituel, il a fondé Kirpal Ashram à Delhi et a établi plus de 550 centres de méditation dans quarante pays. Il a présidé la Sixième Conférence de la Communauté mondiale des religions (1981), la Conférence asiatique des religions et de la paix (1981) et la Quinzième Conférence internationale de l'unité humaine, tenue à Delhi, en Inde, en 1988. Le 27 juillet 1980, il a institué la « Journée des maîtres » qui sera célébrée le quatrième dimanche de juillet de chaque année, au cours de laquelle des personnes de tous horizons peuvent s'asseoir ensemble pour honorer les saints et les maîtres spirituels de leurs traditions. De plus, il a été acclamé comme l'un des plus grands poètes-saints de l'Inde.[réf. nécessaire] . Ses recueils de poèmes lui ont valu quatre Oscars de la poésie[réf. nécessaire] .
Ses poèmes en ourdou pharsi sont publiés dans cinq recueils, à savoir. Talash-e-Noor, Manzil-e-Noor, Mata-e-Noor, Jada-e-Noor et Mauj-e-Noor. Il a été récompensé par l'Académie Urdu, Delhi et l'Académie Urdu, Uttar Pradesh pour ses livres Manzil-e-Noor (1972) et Mata-e-Noor (1989).
Certaines de ses publications en anglais incluent Portrait of Perfection: A Pictorial Biography of Sant Kirpal Singh (1981), Spiritual Awakening (1983), A Tear and a Star (1986) et The Wonders of Inner Space (1988). Il a également publié des centaines d'articles et de poèmes sur des sujets spirituels dans divers périodiques. Ses écrits ont été traduits en cinquante langues.
Au cours des quatre tournées mondiales de Darshan Singh, il a reçu les clés de nombreuses villes et a été honoré par le parlement colombien avec sa médaille du Congrès et par le Congrès des États-Unis avec des citations de mérite. En 1986, Darshan Singh a été invité aux Nations unies à l'invitation du Dr Robert Muller, ancien secrétaire général adjoint des Nations unies, pour exposer le sujet de la paix intérieure et extérieure. Au cours de sa visite, Darshan Singh a tenu une prière pour la paix mondiale au Conseil de sécurité des Nations unies.
Darshan Singh décède le 30 mai 1989, quelques jours avant de partir pour une tournée de conférences en Occident de 3 mois, déjà toutes réservées.
Après sa mort soudaine, son fils biologique, Rajinder Singh (né en 1946), lui succède.